# Hambers
Hambers est une commune française, située dans le département de la Mayenne en région Pays de la Loire, peuplée de 625 habitants.
La commune fait partie de la province historique du Maine, et se situe dans le Bas-Maine.

## Géographie

### Géographie physique

#### Géologie
Daniel Œhlert indique pour la description de la géologie sur Hambers : Granite avec nombreuses veinules d'aplite. Schistes précambriens métamorphiques, sur la rive gauche de l'Aron, avec filon de microgranulite près du moulin du Teil et aux Aulnais. A la limite Nord-Ouest de la commune, un important filon de quartz, dirigé Nord-Ouest Sud-Est joue un rôle topographique dans la crête de la Bousselière et de la Foucherie. A la Losse, on exploite pour l'empierrement des routes un intéressant porphyroïde. Tout le coin Sud-Ouest de la commune est couvert par des sables et des grès éocènes particulièrement bien développés dans les landes de Chelé, où l'on trouve, associées à ces roches, des silex meulières.

#### Territoire
Deux massifs montagneux constituent le territoire. Entre les deux, le bourg occupe une large vallée transversale d'où s'échappent à l'Est, remontant vers le Nord, les sources de l'Aron, tandis que celles des Deux-Évailles s'alimentent à l'Ouest et s'en vont vers le Sud.
De Jublains, une voie romaine atteignait le territoire au Sud, dans la direction d'Étiveau. La carte de Jaillot indique une route du bourg à Évron par Mézangers.
La superficie, cadastrée en 1831 par M. Ramier, est de 2 593 hectares. Miroménil indique une Terre à seigle et menus grains ; 800 arpents de taillis et de landes ; 25 métairies et 50 bordages..

### Climat
Pour des articles plus généraux, voir Climat des Pays de la Loire et Climat de la Mayenne.
En 2010, le climat de la commune est de type climat océanique altéré, selon une étude du CNRS s'appuyant sur une série de données couvrant la période 1971-2000. En 2020, Météo-France publie une typologie des climats de la France métropolitaine dans laquelle la commune est exposée à un climat océanique et est dans la région climatique  Moyenne vallée de la Loire, caractérisée par une bonne insolation (1 850 h/an) et un été peu pluvieux. 
Pour la période 1971-2000, la température annuelle moyenne est de 10,8 °C, avec une amplitude thermique annuelle de 14 °C. Le cumul annuel moyen de précipitations est de 829 mm, avec 12,7 jours de précipitations en janvier et 7,5 jours en juillet. Pour la période 1991-2020, la température moyenne annuelle observée sur la station météorologique de Météo-France la plus proche, sur la commune d'Évron à 11 km à vol d'oiseau, est de 11,7 °C et le cumul annuel moyen de précipitations est de 804,1 mm,. Pour l'avenir, les paramètres climatiques de la commune estimés pour 2050 selon différents scénarios d'émission de gaz à effet de serre sont consultables sur un site dédié publié par Météo-France en novembre 2022.

## Urbanisme

### Typologie
Au 1er janvier 2024, Hambers est catégorisée commune rurale à habitat très dispersé, selon la nouvelle grille communale de densité à sept niveaux définie par l'Insee en 2022.
Elle est située hors unité urbaine. Par ailleurs la commune fait partie de l'aire d'attraction d'Évron, dont elle est une commune de la couronne,. Cette aire, qui regroupe 18 communes, est catégorisée dans les aires de moins de 50 000 habitants,.

### Occupation des sols
L'occupation des sols de la commune, telle qu'elle ressort de la base de données européenne d’occupation biophysique des sols Corine Land Cover (CLC), est marquée par l'importance des territoires agricoles (91 % en 2018), une proportion sensiblement équivalente à celle de 1990 (91,6 %). La répartition détaillée en 2018 est la suivante : 
prairies (44,9 %), terres arables (32,2 %), zones agricoles hétérogènes (13,9 %), forêts (8 %), zones urbanisées (1 %). L'évolution de l’occupation des sols de la commune et de ses infrastructures peut être observée sur les différentes représentations cartographiques du territoire : la carte de Cassini (XVIIIe siècle), la carte d'état-major (1820-1866) et les cartes ou photos aériennes de l'IGN pour la période actuelle (1950 à aujourd'hui).

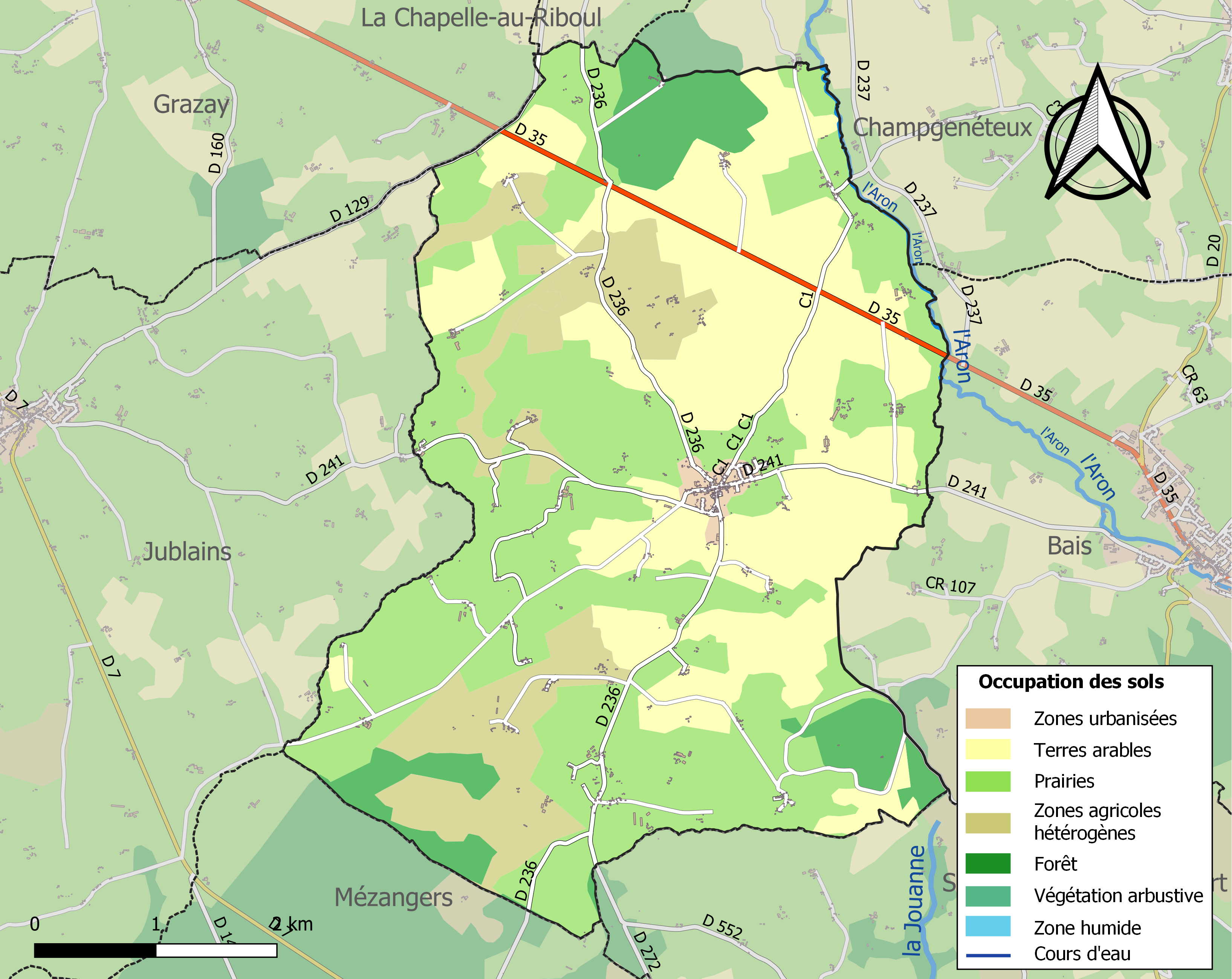
Carte des infrastructures et de l'occupation des sols de la commune en 2018 (CLC).

## Toponymie

### Attestations anciennes
Les attestations anciennes référencés par Alphonse-Victor Angot sont :
- Hambers, 1199 (bulle d'Innocent III).
- Parrochia de Hambers, 1210 (cartulaire de Champagne).
- Hambez, 1312 (Bibliothèque nationale de France, fr. 8.736).
- Saint-Pierre de Hambers, 1400 (Revue du Maine, t. XIII, p. 88).
- Clericus de Hamberto, 1418. (Archives de la Sarthe, fonds municipaux 836).
- Parrochia de Hamberto, 1450 (cartulaire d'Évron).
- Hambais, 1456 (Archives nationales, R/5. 383).
- L'église Saint-Gervais de Hambère, 1534 (Lib. fundat., t. V, f. 183).
- Ecclesia de Hambertis, … de Hamberts, 1551 (Insinuations ecclésiastiques).
- Hambers (carte de Jaillot, carte cénomane, carte de Cassini).

### Étymologie
Hambers à Alexain (35 km) est attesté sous la forme Hambais sur la carte de Cassini entre autres, Hambers est peut-être d'une formation analogue.
Cependant Albert Dauzat, sans citer de forme ancienne, preuve qu'il n'en connaît pas, considère qu'il s'agit de l'anthroponyme germanique Haimbert pris absolument. Ernest Nègre sans citer de forme ancienne se contente de l'explication d'Albert Dauzat.
Dans cette perspective, l'élément Ham- serait une variante de Haim- et -bers serait une altération de -bert, mais Albert Dauzat et Ernest Nègre ne disposent d'aucune forme ancienne pour appuyer cette hypothèse. On remarque en effet que dans les formes anciennes, le -t final n'apparaît pas avant le XVe siècle, auparavant il s'agit d'un -s ou d'un -z. Il convient donc de rapprocher Hambers de Hambers à Alexain. En ce cas, -bers est une corruption de -bais, la forme de Hambez en 1312 va d'ailleurs dans ce sens. Bais est un appellatif toponymique issu du mot gallo-roman *BĀCIS, lui-même du germanique *baki(z) « ruisseau », du proto-germanique *bakiz « ruisseau » (allemand Bach « ruisseau ») et qui explique les terminaisons en -bais, -baix, -bez, etc. du nord de la France (ex. : Gambais, Roubaix, Wambez).
Le premier élément Ham- a souvent été expliqué par le germanique (francique) *haim « foyer, village » (anglo-saxon hām) que les spécialistes identifient dans certains toponymes terminés par -ham ou associés à l'article défini le : le Ham (cf. hameau). Cependant, Ham-, en tant que premier élément, est souvent en composition avec le mot germanique *baki(z) « ruisseau », exemples : Hambye (Manche), Hembise (Somme, Cambron, et Belgique), Hembeke (Belgique) et certains Hambach (Allemagne). D'autres toponymistes considèrent que Ham- représente en fait le germanique hamma « champ dans un coude de rivière », tous ces toponymes étant en outre situés dans une courbe ou un léger coude de rivière. C'est pourquoi on peut attribuer à ce toponyme le sens global de « ruisseau faisant un coude qui entoure un champ ».
Hambers est effectivement situé dans la courbe du ruisseau de Bias et le ruisseau du Rocher ou du Pré, affluent de la Jouanne.

## Histoire

### Préhistoire
De nombreux vestiges attestent d'une présence humaine préhistorique sur le territoire de la commune.
Les monuments mégalithiques. et les instruments de l'âge de pierre abondaient sur le territoire : à Chelé, à la Talbotière, à la Losse, au tertre de la Saulaie. Le dernier a eu sa table principale, de cinq mètres de côté, brisée avant 1815 ; celui de la Losse, dolmen haut de deux mètres, existait encore en 1822, mais a disparu depuis.
Des entassements de blocs qu'on voit près de Jauzé peuvent provenir de monuments mégalithiques renversés. Plusieurs présentent cette particularité que des rainures profondes y ont été creusées, pour les débiter, mais à une époque moderne.
Hambers possède des stations préhistoriques (Acheuléen et Moustérien), situées à la Maison-Neuve et à Eugéniville, qui se situent à la limite des communes de Mézangers et d'Hambers. Elles sont découvertes en 1874-1875 par Emile Moreau. M. Maulavé, curé de Mézangers y recueillent de nombreux vestiges préhistoriques.

### Antiquité
Un établissement romain existait dans un champ de la Talbottière, en vue de Jublains. Dans le village même, des restes importants d'une muraille romaine étaient apparents et dans plusieurs pièces de terre aux environs des substructions ont été constatées et les débris de briques tégulaires et autres étaient abondants.
Une fontaine se déverse dans le ruisseau de Biars, au fond de la vallée. L'établissement était considérable. On signale aussi dans les champs de la Romayère, sur la route de Lingé, des vestiges gallo-romains existent  entre le champ dit de la Petite-Martinière et le champ Bouscault.
Les localités de noms anciens sont aussi très nombreuses : Origné, Chelé, Lingé, Jauzé, le Teil, Montaigu, Montifault, Montpion, Biard, Aulaines, Godard, Villoiseau.

### Manoir
La Ridelière- se situe à 1.5 km du bourg Maison de la Renaissance, avec fenêtres étagées à meneaux et lucarne à fronton, cheminées et linteau de porte sculptés d'ornements et des armoiries des seigneurs de la Broudière, qui y demeuraient. Michel Lefaux, ancien avocat aux sièges de Couptrain et de Prez-en-Pail, syndic d'Hambers, rédacteur du cahier de la paroisse en 1789 et l'un des députés chargés de le porter au Mans, habita ce logis de 1780 à 1789.
La Broudière - Le lieu, domaine, hébergement de la Broudière, 1560, avec justice foncière, relevait de la châtellenie du Teil. Le manoir qui fut construit en 1528 par Me Eustache de la Haie, curé de l'Épinay et des Brosses, existe encore, mais, malgré le nom qu'il porte dans les titres à cause, sans doute, du fief qui y était attaché, il est situé non à la Broudière, mais à la Ridelière , qui en dépendait et qui est toute proche. Le titulaire de la chapelle Saint-Eustache, desservie dans l'église, devait venir dire une messe « en la chapelle de la Broudière, les seigneurs et dame dudit lieu estans tenuz le nourrir pour ledit jour et à la table d'iceux ». C'est évidemment au manoir de la Ridelière, où se voient leurs armes, qu'habitaient les seigneurs de la Broudière : Guillaume de la Haie, 1491. Patry de la Haie, écuyer, seigneur en outre de la Chesnelière et des fiefs du Teil et du Bailleul, 1501, 1514. Jean de la Haie, 1536. Jean de Moré, mari de Marguerite de la Haie. 1557, 1560, d'où Charles et Pierre de Moré qui, sans doute ne vécurent pas. Marguerite de la H. convola avec Pierre de la Mire, 1581, 1588. Hercule de la Mire, sieur de la Touche, 1579, 1611. François de la M., époux de Marie du Bouschet, demeurant à la Chabottière de Champgeneteux, 1628. François, Jean et Marguerite de la M., mineurs sous la tutelle de Gervais de Saint-Paix, sieur de la Noë, 1655.Gabriel de Chalus, seigneur de Fresnay, mari d'Anne Pasquault, 1670. Louise Bestier du Jarossay, fille de François B., échevin du Mans, femme de Jacques Toquelin, sieur de l'Onglée, bourgeois du Mans, capitaine de la bourgeoisie, 1714, 1752.

### Origines religieuses
Sur les origines religieuses, on ne connaît rien avant la fondation de l'abbaye de Champagne, à qui l'évêque du Mans Renaud donna une rente dans la paroisse avec le droit de patronage. Des dîmes furent cédées à l'abbaye par Guillaume de Chelé, Guillaume et Renaud de Montgiroul, 1210.
L'évêque du Mans Maurice, se trouvant à Hambers le 20 octobre 1220, confirma l'abbaye dans la possession des dîmes et ajouta une rente de 20 sols pour compenser ce qu'elle perdait pendant les vacances de la cure.
En 1239, Grégoire IX confirma de nouveau les religieux dans leurs possessions à Hambers.

### Féodalité

Armes des Bouillé : d'argent à la fasce de gueules frettée de sable, accompagnée de deux burelles de gueules.

Les armoiries de la famille de Bouillé indiquent que la seigneurie de paroisse appartenait avant la Révolution française aux seigneurs du Château du Rocher par leur terre de Chelé. Le marquis de Villaines avait des droits honorifiques à Hambers, mais non pas la seigneurie de paroisse, non plus que le seigneur de Montesson, dont le fief s'étendait sur une partie du territoire.

### XVIIIesiècle
En 1704, les paroissiens plaident devant le Parlement de Paris pour être exemptés du droit de luminaire réclamé par le chapitre du Mans. Le seigneur du château du Rocher voulant établir des forges dans la paroisse de Mézangers en 1736, les habitants d'Hambers, de Sainte-Gemme et d'Evron protestèrent à cause du tort que cette industrie leur causerait par la rareté du bois et l'extraction du minerai ; le projet ne fut pas suivi.
En 1789, deux cahiers de doléances sont rédigés par Julien-Michel Lefaux. La première rédaction contenait le vœu d'un impôt unique portant sur toutes les propriétés sans distinction.
Le 13 février 1791, il y a démission de l'ancienne municipalité et refus des nouveaux élus. Le 21 novembre 1797, Lecureuil, chouan, est décrété d'arrestation. François Hubert, chef, Charles Filoche et Sourtil, avaient quitté la commune depuis la pacification de 1796.
Les insurgés tuent un citoyen le 20 avril 1799. Le 21 avril 1799, Jean-Marie Mérille et Robert Julien Billard de Veaux, avec vingt hommes déguisés en gardes nationaux, s'emparèrent du bourg, forcèrent l'église dont les murs avaient été percés de meurtrières et y enlevèrent deux charges de fusils et de munitions. Ils firent ensuite quelques enrôlements. Le 5 juin 1799, le poste, trop faible pour se défendre, fut supprimé. Le 6, le 10, le 17 juillet 1799, les insurgés, au nombre de sept, font des perquisitions chez les acquéreurs de biens nationaux.

### Résistance sous l’Occupation
Durant la Seconde Guerre mondiale, le docteur Paul Janvier de Bais recrute l'abbé Lorier, curé d'Hambers, pour fonder un réseau de résistance bien structuré : le réseau Navarre.
En février 1944 un résistant recherché par la Gestapo, André Deguin, connu sous le nom d'Alex, est caché par le réseau Navarre. Le curé d'Hambers le présente comme un réfugié et le fait embaucher comme commis de ferme à la Valette.
Le réseau dispose d'un poste émetteur caché dans un hangar à Marche sur la route de Bais.
En mai, l'abbé Lorier installe un autre résistant en fuite comme commis de ferme à la Douanière. Puis deux autres rejoignent « Alex » à la Valette où le fermier commence à s'inquiéter. Les deux nouveaux seront finalement logés au bois du Theil en attendant de rejoindre un véritable maquis en forêt de Pail.
Le 1er mai 1944, un message est transmis de Londres pour annoncer au réseau Navarre qu'un parachutage aura lieu dans la nuit au mont du Saule : Le vin rouge est le meilleur.
Sont présents à ce premier parachutage : Claude de Baissac, le docteur Janvier, Alex, Demiremont ainsi qu'une équipe d'Hambers et une de Bais. À une heure du matin, l'appareil lâche deux tonnes d'armes contenues dans treize conteneurs et huit paquets. Une femme est parachutée, Phyllis Latour, qui sera l'opératrice radio du major de Baissac jusqu'à la Libération. Le matériel sera amené dans les hangars de Marche à l'aide de deux vachères, les chevaux auront parcouru 30 kilomètres dans la nuit et à vive allure. Le lendemain, 2 mai 1944, nouveau message et deux autres tonnes de matériel sont de nouveau parachutées et transportées dans la vachère de M. Hyvard et la Simca 5 du docteur Janvier.

## Population et société

### Démographie
L'évolution du nombre d'habitants est connue à travers les recensements de la population effectués dans la commune depuis 1793. Pour les communes de moins de 10 000 habitants, une enquête de recensement portant sur toute la population est réalisée tous les cinq ans, les populations de référence des années intermédiaires étant quant à elles estimées par interpolation ou extrapolation. Pour la commune, le premier recensement exhaustif entrant dans le cadre du nouveau dispositif a été réalisé en 2006.
En 2022, la commune comptait 625 habitants, en évolution de +2,8 % par rapport à 2016 (Mayenne : −0,73 %, France hors Mayotte : +2,11 %).
| 1793  | 1800  | 1806  | 1821  | 1831  | 1836  | 1841  | 1846  | 1851  |
| ----- | ----- | ----- | ----- | ----- | ----- | ----- | ----- | ----- |
| 1 627 | 1 627 | 1 613 | 1 845 | 1 907 | 1 838 | 1 837 | 1 856 | 1 870 |

| 1856  | 1861  | 1866  | 1872  | 1876  | 1881  | 1886  | 1891  | 1896  |
| ----- | ----- | ----- | ----- | ----- | ----- | ----- | ----- | ----- |
| 1 821 | 1 706 | 1 728 | 1 690 | 1 673 | 1 629 | 1 575 | 1 528 | 1 405 |

| 1901  | 1906  | 1911  | 1921  | 1926 | 1931 | 1936 | 1946 | 1954 |
| ----- | ----- | ----- | ----- | ---- | ---- | ---- | ---- | ---- |
| 1 350 | 1 279 | 1 212 | 1 000 | 937  | 912  | 941  | 929  | 841  |

| 1962 | 1968 | 1975 | 1982 | 1990 | 1999 | 2006 | 2011 | 2016 |
| ---- | ---- | ---- | ---- | ---- | ---- | ---- | ---- | ---- |
| 792  | 707  | 562  | 490  | 451  | 548  | 563  | 620  | 608  |

| 2021 | 2022 | - | - | - | - | - | - | - |
| ---- | ---- | - | - | - | - | - | - | - |
| 620  | 625  | - | - | - | - | - | - | - |

## Culture locale et patrimoine

### Lieux et monuments
(novembre 2009).

#### Autres monuments
- Nombreux vestiges préhistoriques : notamment près du hameau de Chellé et au pied du Montaigu (bifaces).
- Chapelle Saint-Yves (XXe siècle) au bois du Tay.

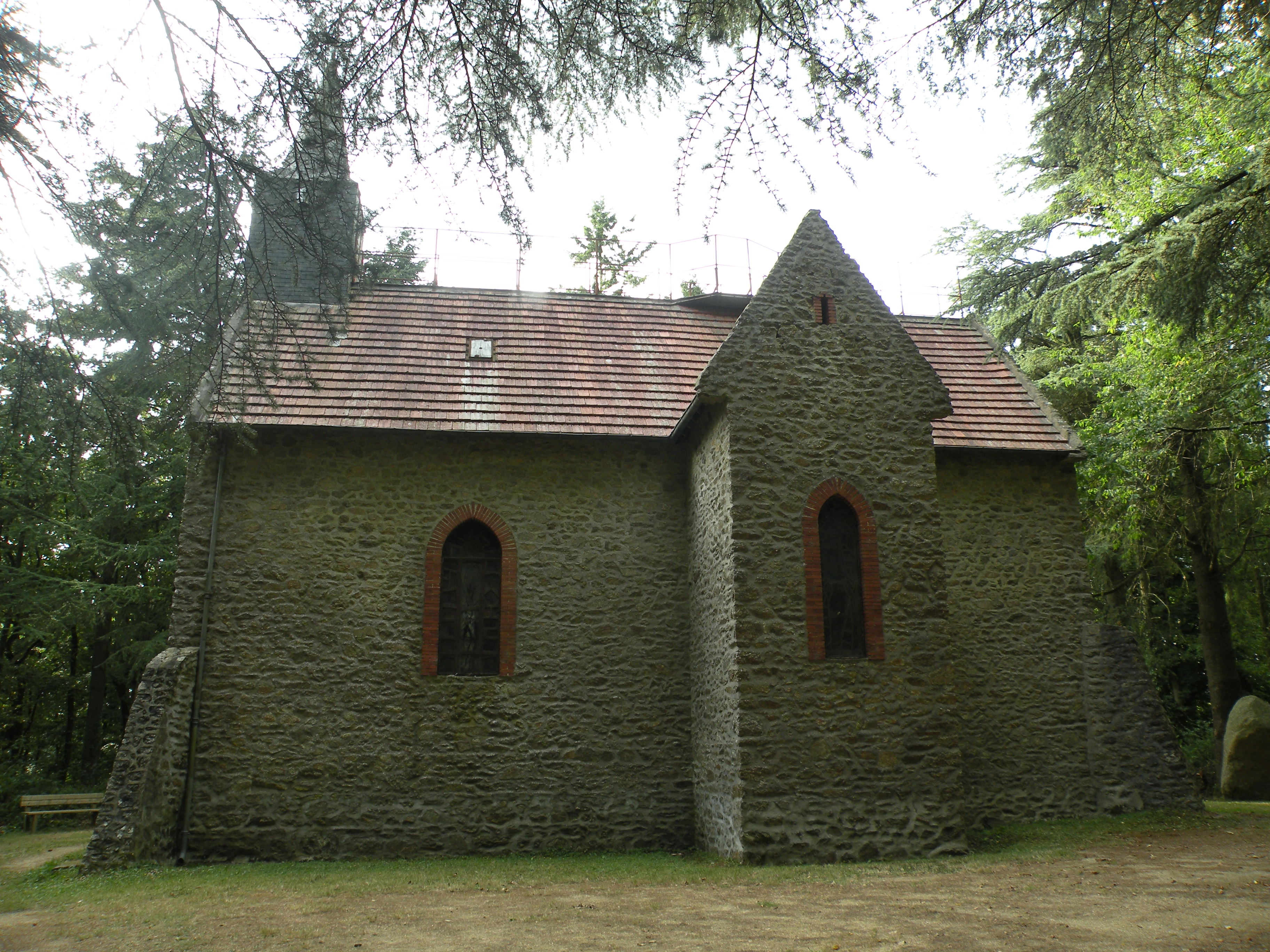
La chapelle Saint-Yves.
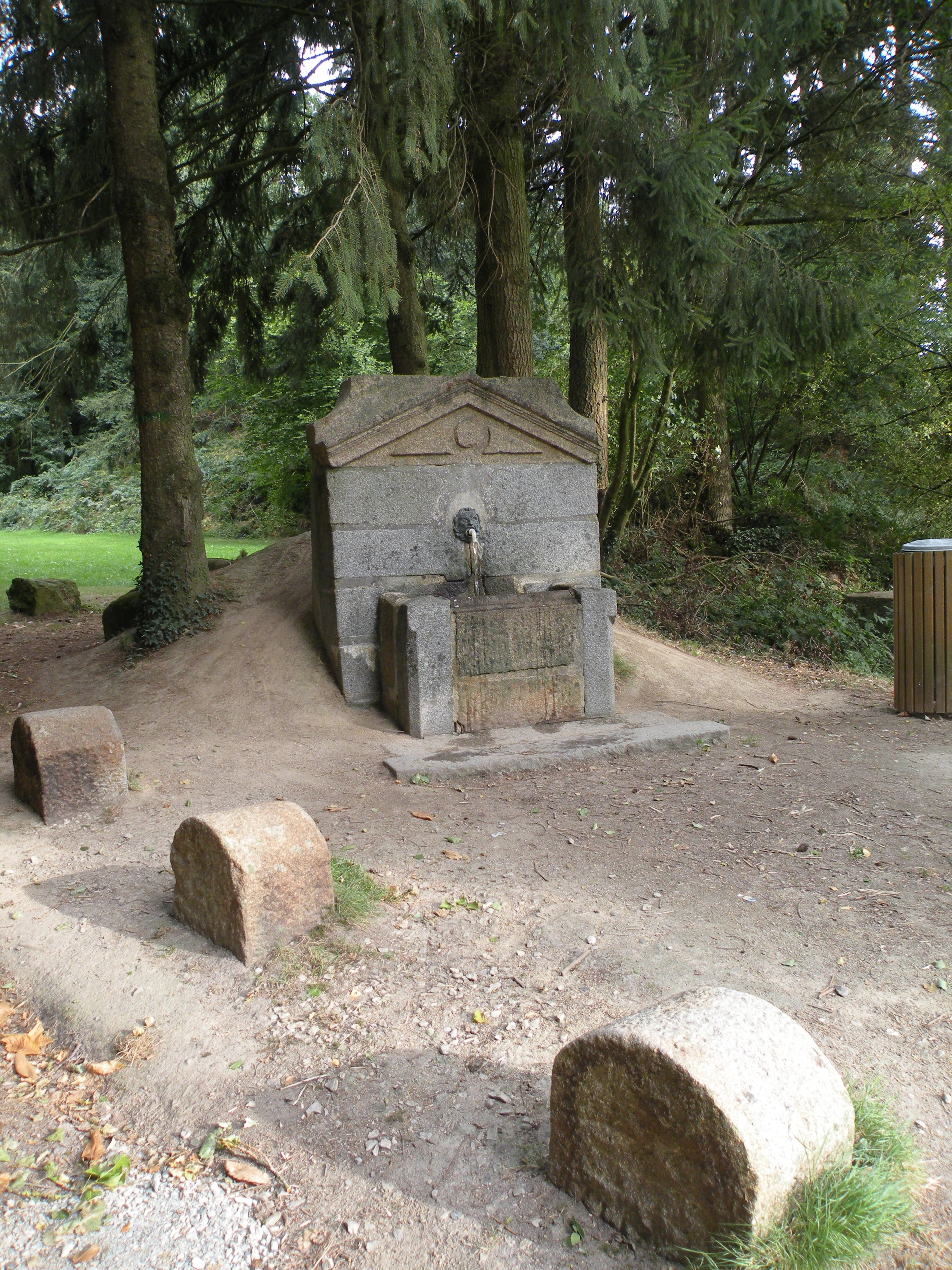
La fontaine du bois du Tay.

#### Montaigu

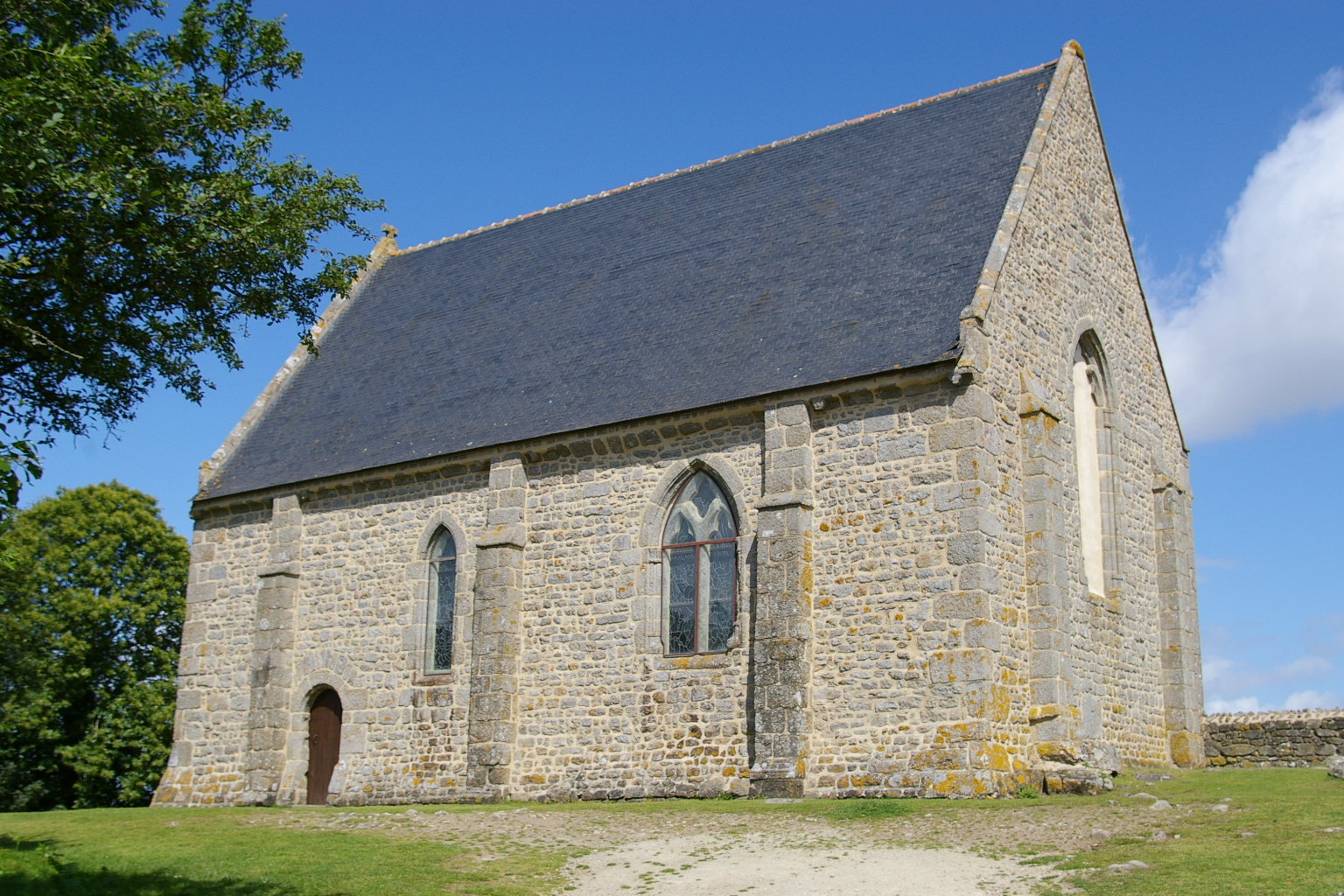
La chapelle Saint-Michel.

- Chapelle Saint-Michel du Montaigu (1402). Autel médiéval en granit.

### Héraldique
| Blason de Hambers | Blason  | De gueules, à une montagne d’or, bandée d’azur, accompagnée en chef de trois roses d’argent. |
| Blason de Hambers | Détails | Le gueules et les trois roses reprennent les éléments du blason de Guillaume de Chèle, seigneur du village au XIIIe siècle. La reprise intégrale du blason de seigneur étant interdite pour la commune, il suffit d’en emprunter un ou plusieurs éléments. La montagne symbolise la butte de Montaigu, un des points les plus hauts du département. Les bandes sont aux couleurs du blason de Gervais du Teil qui était seigneur du fief du même nom au XIIIe siècle. L’observation sur la reprise intégrale du blason du seigneur s’applique ici aussi. Les ornements sont deux gerbes de blé d’or, mises en sautoir par la pointe et liées d’azur afin d’honorer l’activité agricole. Le listel d'argent porte le nom de la commune en lettres majuscules de sable. La couronne de tours dit que l’écu est celui d’une commune ; elle n’a rien à voir avec des fortifications. Le statut officiel du blason reste à déterminer. |